# Sogndalselven
61°13′40″N 7°6′15″Ø / 61.22778°N 7.10417°Ø
Sogndalselven eller på norsk Sogndalselvi er en elv i Sogndal kommune i Vestland fylke i Norge. Den er hovedelven i Sogndalsvassdraget og løber fra Dalavatnet til Sogndalsfjorden. Højere oppe ligger   Langedalselvi - Anestølsvatnet - Selsengelvi - Dalavatnet - Sogndalselvi.
Vassdraget blev i 1993 beskyttet mod kraftudbygning gennem Verneplan IV for vassdrag.